# الدوري الألماني لكرة السلة 2011–12
الدوري الألماني لكرة السلة 2011–12 (بالألمانية: Basketball-Bundesliga 2011/12)‏ هو موسم من الدوري الألماني لكرة السلة. أقيم خلال الفترة 3 أكتوبر 2011 وحتى 10 يونيو 2012، وبمشاركة  18 فريقاً، وفاز فيه بروس باسكتس.